# Gaël Monthurel
Gaël Monthurel, född den 22 januari 1966 i Conches-en-Ouche, Frankrike, är en fransk handbollsspelare.
Han tog OS-brons i herrarnas turnering i samband med de olympiska handbollstävlingarna 1992 i Barcelona.